# Rajd Antibes 1974
Rajd Antibes 1974 (9. Rallye d’Antibes) – 9. edycja rajdu samochodowego Rajd Antibes rozgrywanego we Francji. Rozgrywany był od 14 do 16 czerwca 1974 roku. Była to dwunasta runda Rajdowych Mistrzostw Europy w roku 1974.

## Klasyfikacja rajdu
| Miejsce                      | Kierowca                     | Pilot                        | Samochód                     | Czas                         | Strata                       |                              |
| Klasyfikacja generalna i ERC | Klasyfikacja generalna i ERC | Klasyfikacja generalna i ERC | Klasyfikacja generalna i ERC | Klasyfikacja generalna i ERC | Klasyfikacja generalna i ERC | Klasyfikacja generalna i ERC |
| ---------------------------- | ---------------------------- | ---------------------------- | ---------------------------- | ---------------------------- | ---------------------------- | ---------------------------- |
| 1.                           | Jean-Pierre Nicolas          | Alain Mahé                   | Alpine-Renault A110 1800     | 7:09:53                      | 0.0                          |                              |
| 2.                           | Jean-Louis Clarr             | Jean-François Fauchille      | Opel Ascona 1.9 SR           | 7:17:29                      | +7:36                        |                              |
| 3.                           | Georges Rouvier              | Pierre Le Moing              | Alpine-Renault A110 1600     | 7:19:28                      | +9:35                        |                              |
| 4.                           | Franck Ravot                 | Patrick Trecco               | Porsche 911 Carrera 2.7      | 7:22:08                      | +12:15                       |                              |
| 5.                           | Bernard Pellegrin            | Lucien Rigault               | Alpine-Renault A110 1800     | 7:23:19                      | +13:26                       |                              |
| 6.                           | Jean-Louis Barailler         | Joseph Pantalacci            | Opel Commodore GS/E          | 7:28:44                      | +18:51                       |                              |
| 7.                           | Dominique De Meyer           | Yves Spini                   | Alpine-Renault A110 1600     | 7:31:35                      | +21:42                       |                              |
| 8.                           | Alain Lion                   | Christian Beffara            | Alpine-Renault A110 1600     | 7:41:45                      | +31:52                       |                              |
| 9.                           | Pierre Carestia              | R. Prelati                   | Opel Kadett Rallye           | 7:42:53                      | +33:00                       |                              |
| 10.                          | Georges Chiodi               | Lulu                         | Alpine-Renault A110 1300     | 7:44:17                      | +34:24                       |                              |